# Konvent oblátů (Ústí nad Labem)
Konvent oblátů existoval v Ústí nad Labem v letech 1935-1945. Budova kláštera je chráněna jako kulturní památka České republiky.

## Historie konventu
V Ústí nad Labem v roce 1935 opustili dominikáni svůj konvent a i kostel svatého Vojtěcha. Důvodem, proč dominikáni odešli bylo, že klášter stále upadal, až byl v roce 1935 z rozhodnutí řádu zrušen.
Dominikány tedy vystřídali obláti, kteří konvent převzali a působili pak v tomto rušném průmyslovém městě, i během válečných let až do roku 1945.
Po odchodu oblátů v roce 1945 se kláštera ujali opět dominikáni.